# Dulcitone
| Dulcitone                                                        |
| ---------------------------------------------------------------- |
|                                                                  |
| Klassifikation                                                   |
| Aufschlagidiophon Tasteninstrument                               |
| Verwandte Instrumente                                            |
| Fender Rhodes, Celesta, Tastenglockenspiel Glockenspiel, Klavier |
| Musiker                                                          |
| Kategorie:Keyboarder                                             |

Das Dulcitone, auch Typophon, ist ein schottisches Tasteninstrument, bei dem der Klang durch eine Reihe von Stimmgabeln unterschiedlicher Größe erzeugt wird. Diese werden durch Filz-Hämmerchen angeschlagen und zum Vibrieren angeregt. Die Hämmerchen werden wiederum über eine Tastatur bewegt. Das Instrument wurde von Thomas Machell aus Glasgow entworfen und von Thomas Machell & Sons im späten 19. und frühen 20. Jahrhundert gebaut.
Herausragende Merkmale des Dulcitone sind seine Portabilität sowie die Tatsache, dass sich die Stimmgabeln nicht verstimmen, im Gegensatz zu den Saiten eines Pianos. Die mit dem Instrument erzielbare Lautstärke ist jedoch extrem eingeschränkt, sodass die Dulcitone-Stimme regelmäßig von einem Glockenspiel übernommen wird.
Erhaltene Exemplare existieren unter anderem im Whittaker’s Musical Museum in Neuseeland, in Deutschland in der Sammlung Dohr (Pianomuseum Haus Eller) in Bergheim und in der Privatsammlung Simon Buser in Marburg.
Ein Stück, das für das Dulcitone geschrieben wurde, ist Song of the Bells von Vincent d’Indy aus dem Jahr 1888.
Im Jahr 2009 verwendete die britische Rockband Marillion ein Dulcitone, sowohl bei den Aufnahmen zu ihrem Akustik-Album Less Is More als auch live auf der ebenfalls mit Less Is More betitelten Tour (siehe Foto). Der Pianist Lars David Kellner führte im Jahr 2018 einige Stücke des japanischen Komponisten Rockzaemon Kazue Isida für Metallophon auf einem Dulcitone als Premiere auf.